# رودي فينكلر
رودي فينكلر (بالإنجليزية: Rudy Winkler)‏ هو رامي مطرقة أمريكي، ولد في 6 ديسمبر 1994 في Sand Lake, New York ‏ في الولايات المتحدة.

## وصلات خارجية
- رودي فينكلر على موقع الاتحاد الدولي لألعاب القوى (الإنجليزية)
- رودي فينكلر على موقع الاتحاد الأمريكي لسباقات المضمار والميدان (الإنجليزية)
- رودي فينكلر على موقع TFRRS.org (الإنجليزية)
- رودي فينكلر على موقع TFRRS.org (الإنجليزية)
- رودي فينكلر على موقع اللجنة الأولمبية الدولية (الإنجليزية)
- رودي فينكلر على موقع أوليمبيديا (الإنجليزية)
- رودي فينكلر على موقع اللجنة الأولمبية والبارالمبية الأمريكية (الإنجليزية)